# Estadio del Ejército
Estadio del Ejército (oficjalna nazwa: Estadio Coronel Guillermo Reyes Gramajo) – stadion piłkarski w stołecznym mieście Gwatemala, w departamencie Gwatemala. Obiekt może pomieścić 13 500 widzów, a swoje mecze rozgrywa na nim drużyna Aurora FC.
Budowę domowego stadionu dla administrowanego przez gwatemalskie wojsko klubu Aurora FC rozpoczęto na początku lat 60. Władze klubu uzyskały pozwolenie na prace od ministra obrony narodowej Rafaela Arreagi Bosque, za zgodą dyktatora Enrique Peralty Azurdii. Boisko z drewnianą trybuną zainaugurowano 3 października 1964. Pozostałe trybuny zostały dobudowane w ciągu kilku kolejnych lat przez przedsiębiorstwo METASA z Nikaragui.
Stadion ma cztery maszty oświetleniowe. Na jego terenie znajdują się biura klubu Aurora FC, a w bezpośrednim sąsiedztwie są zlokalizowane boisko poboczne, korty do tenisa i parking.
Obiekt nosi imię pułkownika Guillermo Reyesa Gramajo, lecz jest znany głównie pod nazwą Estadio del Ejército (hiszp. „Stadion Wojskowy”). Jest własnością wojska gwatemalskiego. Do 1973 roku na stadionie znajdowało się biuro wydziału sportowego gwatemalskich sił zbrojnych. Stadion jest czasem określany poprzez przydomek „Coloso de Hierro” („Żelazny Kolos”). Uznaje się go za jeden z najbardziej zasłużonych historycznie stadionów w kraju (grająca na nim Aurora FC znajduje się w szerokiej czołówce najbardziej utytułowanych klubów Ameryki Centralnej).